# Медико ди Потроне
Мèдико ди Потрòне (на италиански: Medico di Potrone, на латински: Medicus; * ок. 1046, Потроне, † 1102, пак там) е кастелан на Потроне и прародител на Дом Медичи.

## Биография
Медико е кастелан, т.е. средновековен управител на замъка на Потроне/ Петроне (днес част от Скарперия и Сан Пиеро) от името на Дом Убалдини – феодали на долината Муджело северно от Флоренция.
Относно произхода на неговото име или по-вероятно на прякора му има различни хипотези. Според някои Медико е изкривяване на Менико, умалително от името Доменико. Според древна народна традиция пък името намеква за специфичните му тавматургични (чудодейни) способности. Традицията е докладвана от ренесансовите генеалози на Медичите, като се явява като потвърждение за каролингския произход на Медичите, които казват, че те произлизат от незаконен син на Карл Велики: тавматургичните лечебни способности всъщност са смятани за сигурно доказателство за кралски произход през Средновековието. Тази традиция обаче трябва да се счита за въображаема и лишена от всякаква историческа основа. Напоследък се твърди, че Медико може да е дошъл от Южна Италия, където близо до Капуа е имало общност от мидийци, избягали от Мала Азия.
Самите Медичи обаче посочват като свой родоначалник Аверардо, командир на армията на Карл Велики. Според легендата, героят - след като прогонва лангобардите от Тоскана, побеждава гиганта Муджело; по време на битката се твърди, че гигантът е ударил щита на воина с боздугана си, оставяйки кръгли вдлъбнатини, които по-късно са станали топките в герба на Медичите.

## Брак и потомство
Има един син от неизвестна жена:
- Боно ди Потроне (* ок. 1069, † 1123), дядо на Джамбуоно.[2]